# German Football League 2003
Die German Football League 2003 war die 25. Saison der höchsten deutschen Spielklasse in der Sportart American Football. Meister wurden die Hamburg Blue Devils.

## Ligaaufteilung
Überblick über die teilnehmenden Mannschaften und ihren ewigen Bundesliga- bzw. GFL-Bilanzen.
|           | Team                     | Jahre | S   | U | N  | Heim | Heim | Heim | Ausw. | Ausw. | Ausw. | TD-Verhältnis |
| --------- | ------------------------ | ----- | --- | - | -- | ---- | ---- | ---- | ----- | ----- | ----- | ------------- |
| GFL, Nord | Cologne Crocodiles       | 22    | 186 | 5 | 60 | 93   | 3    | 28   | 93    | 2     | 32    | 7588:3924     |
| GFL, Nord | Berlin Adler             | 20    | 145 | 3 | 79 | 74   | 1    | 37   | 71    | 2     | 42    | 6873:3907     |
| GFL, Nord | Braunschweig Lions       | 9     | 68  | 0 | 31 | 36   | 0    | 13   | 32    | 0     | 18    | 3291:1974     |
| GFL, Nord | Hamburg Blue Devils(TV)  | 8     | 62  | 3 | 27 | 36   | 0    | 11   | 26    | 3     | 16    | 2460:1554     |
| GFL, Nord | Assindia Cardinals       | 7     | 23  | 2 | 48 | 13   | 0    | 23   | 10    | 2     | 25    | 941:1993      |
| GFL, Nord | Dresden Monarchs (N)     | neu   | 0   | 0 | 0  | 0    | 0    | 0    | 0     | 0     | 0     | 0:0           |
| GFL, Süd  | Stuttgart Scorpions      | 11    | 46  | 4 | 73 | 25   | 4    | 32   | 21    | 0     | 41    | 2870:3466     |
| GFL, Süd  | Franken Knights          | 7(8)  | 25  | 4 | 50 | 12   | 2    | 25   | 13    | 2     | 25    | 1651:2853     |
| GFL, Süd  | Rhein-Main Razorbacks    | 7     | 40  | 1 | 37 | 22   | 0    | 17   | 18    | 0     | 20    | 2069:2019     |
| GFL, Süd  | Schwäbisch Hall Unicorns | 5     | 15  | 4 | 37 | 10   | 0    | 18   | 5     | 4     | 19    | 1015:1489     |
| GFL, Süd  | Saarland Hurricanes      | 2     | 2   | 3 | 18 | 1    | 2    | 9    | 1     | 1     | 9     | 387:858       |
| GFL, Süd  | Marburg Mercenaries (N)  | neu   | 0   | 0 | 0  | 0    | 0    | 0    | 0     | 0     | 0     | 0:0           |

- (N) – Aufsteiger
- (TV) – Titelverteidiger

## Saisonverlauf

### Reguläre Saison
Trotz der bis dahin erfolgreichsten Saison konnten die Saarland Hurricanes auch in ihrer dritten GFL-Saison die Play-offs nicht erreichen. Mit vier Siegen und einem Unentschieden konnten sie zwar den Neuling aus Marburg deutlich distanzieren, aber zum vierten Platz fehlten am Ende doch vier Punkte. Die Mercenaries in ihrer ersten Saison mussten Lehrgeld zahlen, ihnen gelang nur ein doppelter Punktgewinn beim 21:17-Auswärtssieg bei den Schwäbisch Hall Unicorns am zweiten Spieltag.
Spannend verlief der Kampf um den ersten wie auch um den dritten Platz. Zwei Spieltage vor Ende der regulären Saison standen die Franken Knights und die Rhein-Main Razorbacks mit jeweils 18:4 Punkten an der Tabellenspitze und es kam zum direkten Duell in Rüsselsheim. Vor sechshundert Zuschauern im Stadion am Sommerdamm gelang es den Razorbacks, die Knights mit 34:27 zu besiegen und damit, aufgrund des gewonnenen direkten Vergleichs, den Südtitel zu erringen. Daran änderte auch die Niederlage im letzten Saisonspiel bei den Stuttgart Scorpions nichts mehr. Diese hielten dagegen weiterhin die Hoffnung am Leben, noch an den Schwäbisch Hall Unicorns vorbeizuziehen. Doch auch die Unicorns gewannen ihr letztes Spiel, gegen die Franken Knights, und zogen als Gruppendritter in die Play-offs ein.
In der Nordgruppe wurde der Platz an der Sonne erst am letzten Spieltag entschieden. Über die gesamte Saison waren die Braunschweig Lions und die Hamburg Blue Devils die beherrschenden Teams. Erst durch einen 35:0-Heimsieg, vor 11.650 Zuschauern im Städtischen Stadion, gelang es den Braunschweig Lions, die Hamburg Blue Devils noch vom Spitzenplatz zu verdrängen. Diesen ersten Platz hatten die Lions zwei Spieltage zuvor, durch eine 20:22-Heimniederlage gegen die Berlin Adler, verloren. Die Adler erreichten durch einen Endspurt, mit fünf Siegen in den letzten fünf Spielen, den dritten Rang, sie konnten damit den Neuling aus Dresden noch abfangen. Die Dresdner spielten eine gute erste GFL-Saison und erreichten sofort die Play-offs, mit dem Abstiegskampf hatten sie zu keiner Zeit etwas zu tun. Aber auch der Kampf um den fünften und sechsten Platz war spannend bis zum letzten Spieltag.
Bis dahin lagen die Cologne Crocodiles auf dem letzten Platz, doch durch einen 18:13-Heimsieg konnten die Krokodile an den Assindia Cardinals vorbeiziehen. Die Essener hatten zwar durch ein Nachholspiel gegen die Berlin Adler noch die Chance zurückzuschlagen, doch ging das Spiel mit 14:35 verloren. Somit mussten die Cardinals in die Relegation.

### Abschlusstabellen

#### GFL Nord
|    | Verein              | Sp | S  | U | N  | TD      | Diff. | Punkte |
| -- | ------------------- | -- | -- | - | -- | ------- | ----- | ------ |
| 1. | Braunschweig Lions  | 12 | 10 | 0 | 2  | 462:202 | +260  | 20:40  |
| 2. | Hamburg Blue Devils | 12 | 9  | 1 | 2  | 315:181 | +134  | 19:50  |
| 3. | Berlin Adler        | 12 | 7  | 0 | 3  | 300:211 | 0+89  | 16:80  |
| 4. | Dresden Monarchs    | 12 | 6  | 0 | 6  | 269:296 | 0−27  | 12:12  |
| 5. | Cologne Crocodiles  | 12 | 1  | 1 | 10 | 114:342 | −228  | 03:21  |
| 6. | Assindia Cardinals  | 12 | 1  | 0 | 11 | 146:326 | −180  | 02:22  |

#### GFL Süd
|    | Verein                   | Sp | S | U | N  | TD      | Diff. | Punkte |
| -- | ------------------------ | -- | - | - | -- | ------- | ----- | ------ |
| 1. | Rhein-Main Razorbacks    | 12 | 9 | 0 | 3  | 517:304 | +213  | 18:60  |
| 2. | Franken Knights          | 12 | 8 | 0 | 4  | 392:307 | 0+85  | 16:80  |
| 3. | Schwäbisch Hall Unicorns | 12 | 7 | 0 | 5  | 359:297 | 0+62  | 14:10  |
| 4. | Stuttgart Scorpions      | 12 | 6 | 1 | 5  | 386:425 | 0−39  | 13:11  |
| 5. | Saarland Hurricanes      | 12 | 4 | 1 | 7  | 204:424 | −220  | 09:15  |
| 6. | Marburg Mercenaries      | 12 | 1 | 0 | 11 | 276:425 | −149  | 02:22  |

### Relegation
Vor vierhundert Zuschauern gewinnen die Düsseldorf Panther bei den Assindia Cardinals mit 38:28. Und auch im Rückspiel, vor mehr als 1000 Zuschauern gewann das Traditionsteam aus der Altbiermetropole, diesmal sicher mit 35:0. Damit feierten Panther, nach dem freiwilligen Rückzug aus der GFL nach der Saison 2001, die Rückkehr in die höchste deutsche Spielklasse.
Im Süden hielten die Marburg Mercenaries die Simbach Wildcats in ihrem Heimspiel auf Distanz. Nach einer zwischenzeitlichen 21:0-Führung der Marburger, kamen die Simbacher zwar noch einmal auf 21:14 heran, doch 22 Punkte im letzten Quarter stellten einen deutlichen 50:21-Erfolg sicher. Im Rückspiel konnten die Simbacher zwar 21:7 gewinnen, doch dies reichte nicht aus, um die Mercenaries im direkten Vergleich zu schlagen.
| Liga | Heimverein          | Gastverein          | Ergebnis | Nach Quartern          |
| ---- | ------------------- | ------------------- | -------- | ---------------------- |
| Nord | Assindia Cardinals  | Düsseldorf Panther  | 28:38    | 10:14, 7:10, 3:0, 8:14 |
| Nord | Düsseldorf Panther  | Assindia Cardinals  | 35:0     | 7:0, 7:0, 14:14, 22:7  |
| Süd  | Marburg Mercenaries | Simbach Wildcats    | 50:21    | 7:0, 7:0, 14:14, 22:7  |
| Süd  | Simbach Wildcats    | Marburg Mercenaries | 21:7     | 0:0, 7:7, 7:0, 7:0     |

Marburg hält die Liga, die Düsseldorf Panther steigen in die GFL-Nord auf, die Assindia Cardinals steigen ab. Die Simbach Wildcats bleiben in der zweiten Bundesliga.

### Play-offs
In den Viertelfinalbegegnungen setzten sich drei der vier Heimteams durch. Die Nordteams aus Braunschweig und Hamburg ließen ihren Gegner aus Stuttgart bzw. Schwäbisch Hall kaum Chancen. Am Ende hieß es 38:12 für die Lions bzw. 49:14 für die Blue Devils. Und auch der Meister der Südgruppe gewann. Die Rhein-Main Razorbacks mussten aber bis zum Schluss kämpfen um die Dresden Monarchs, in ihrem ersten Play-off-Spiel überhaupt, mit 28:20 in Schach zu halten. Nur die Franken Knights mussten sich auf eigenem Platz geschlagen geben. Durch den Ausfall ihres Stamm-Quarterbacks gelang ihnen zu wenig in der Offense und so kamen den Berlin Adler zu einem sicheren 38:6-Auswärtssieg.
Im Halbfinale konnten die Rhein-Main Razorbacks ihren Heimvorteil, vor 1.500 Zuschauern, gegen die Hamburg Blue Devils nicht nutzen. Nach einer 21:10-Halbzeitführung zogen die Hansestädter im dritten Quarter auf 41:10 davon. Diesen konnten die Razorbacks nicht egalisieren, zwar brachten sie noch Punkte aufs Scoreboard, doch am Ende stand ein sicherer 44:24-Erfolg der blauen Teufel.
Dagegen behielten die Braunschweig Lions, vor 7.300 Zuschauern, gegen die Berlin Adler mit 10:3 die Oberhand im eigenen Stadion. Das Spiel, von den Defensereihen dominiert, sah eine 10:0-Halbzeitführung der Lions. Erst im letzten Viertel gelang den Adlern ein Field Goal, was insgesamt aber zu wenig war.

| Viertelfinale | Viertelfinale            | Viertelfinale       |    |                       | Halbfinale | Halbfinale | Halbfinale |  |  | German Bowl XXV – Wolfsburg | German Bowl XXV – Wolfsburg | German Bowl XXV – Wolfsburg |
|               |                          |                     |    |                       |            |            |            |  |  |                             |                             |                             |
| 1N            | Braunschweig Lions       | 38                  |    |                       |            |            |            |  |  |                             |                             |                             |
| 4S            | Stuttgart Scorpions      | 12                  |    |                       |            |            |            |  |  |                             |                             |                             |
| 4S            | Stuttgart Scorpions      | 12                  | 1N | Braunschweig Lions    | 10         |            |            |  |  |                             |                             |                             |
|               |                          |                     | 1N | Braunschweig Lions    | 10         |            |            |  |  |                             |                             |                             |
|               | 3N                       | Berlin Adler        | 3  |                       |            |            |            |  |  |                             |                             |                             |
| 2S            | 3N                       | Berlin Adler        | 3  | Franken Knights       | 6          |            |            |  |  |                             |                             |                             |
| 2S            |                          |                     |    | Franken Knights       | 6          |            |            |  |  |                             |                             |                             |
| 3N            | Berlin Adler             | 38                  |    |                       |            |            |            |  |  |                             |                             |                             |
| 3N            | Berlin Adler             | 38                  | 1N | Braunschweig Lions    | 36         |            |            |  |  |                             |                             |                             |
|               |                          |                     |    | Braunschweig Lions    | 36         |            |            |  |  |                             |                             |                             |
|               | 2N                       | Hamburg Blue Devils | 37 |                       |            |            |            |  |  |                             |                             |                             |
| 1S            | 2N                       | Hamburg Blue Devils | 37 | Rhein-Main Razorbacks | 28         |            |            |  |  |                             |                             |                             |
| 1S            |                          |                     |    | Rhein-Main Razorbacks | 28         |            |            |  |  |                             |                             |                             |
| 4N            | Dresden Monarchs         | 20                  |    |                       |            |            |            |  |  |                             |                             |                             |
| 4N            | Dresden Monarchs         | 20                  | 1S | Rhein-Main Razorbacks | 24         |            |            |  |  |                             |                             |                             |
|               |                          |                     | 1S | Rhein-Main Razorbacks | 24         |            |            |  |  |                             |                             |                             |
|               | 2N                       | Hamburg Blue Devils | 44 |                       |            |            |            |  |  |                             |                             |                             |
| 2N            | 2N                       | Hamburg Blue Devils | 44 | Hamburg Blue Devils   | 49         |            |            |  |  |                             |                             |                             |
| 2N            |                          |                     |    | Hamburg Blue Devils   | 49         |            |            |  |  |                             |                             |                             |
| 3S            | Schwäbisch Hall Unicorns | 14                  |    |                       |            |            |            |  |  |                             |                             |                             |

### German Bowl
Der German Bowl fand vor 20.517 Zuschauern in der Wolfsburger Volkswagen-Arena statt. Zum dritten Mal in Folge standen sich die Hamburg Blue Devils und die Braunschweig Lions gegenüber. Für die Lions war es die siebte German Bowl Teilnahme in Folge, für die Blue Devils die siebte in den letzten neun Jahren. Das Spiel war spannend, kein Team konnte sich mit mehr als einem Touchdown Differenz absetzen. 84 Sekunden von Ende der regulären Spielzeit gingen die Lions mit 30:23 in Führung, doch neunzehn Sekunden vor Schluss glichen die Blue Devils erneut aus. Das Spiel musste damit in der Verlängerung, erst das zweite Mal nach dem German Bowl XV 1993, entschieden werden. Zunächst waren die Lions im Ballbesitz und erzielten einen Touchdown, doch der PAT ging links an den Torstangen vorbei. Die Hamburger hatten zwar Mühe auszugleichen, doch ihr Kick saß sicher und damit war der dritte German Bowl-Erfolg in Folge und der vierte insgesamt in trockenen Tüchern. Für die Lions war es die vierte Endspielniederlage in Folge.

#### Scoreboard
| German Bowl XXV     | German Bowl XXV     | German Bowl XXV   | German Bowl XXV                                | German Bowl XXV                                | German Bowl XXV                                | German Bowl XXV                                | German Bowl XXV                                |
| ------------------- | ------------------- | ----------------- | ---------------------------------------------- | ---------------------------------------------- | ---------------------------------------------- | ---------------------------------------------- | ---------------------------------------------- |
| Team                | Team                | Punkte            | Q1                                             | Q2                                             | Q3                                             | Q4                                             | OT                                             |
| Hamburg Blue Devils | Hamburg Blue Devils | 37                | 13                                             | 0                                              | 7                                              | 10                                             | 7                                              |
| Braunschweig Lions  | Braunschweig Lions  | 36                | 13                                             | 0                                              | 7                                              | 10                                             | 6                                              |
| Hamburg             | Braunschweig        | Spieler           | Spielzug                                       | Spielzug                                       | Spielzug                                       | Spielzug                                       | Spielzug                                       |
| 7                   | 0                   | Marico Gregersen  | 47 yd Pass von Zach Witt (PAT Florian Dannehl) | 47 yd Pass von Zach Witt (PAT Florian Dannehl) | 47 yd Pass von Zach Witt (PAT Florian Dannehl) | 47 yd Pass von Zach Witt (PAT Florian Dannehl) | 47 yd Pass von Zach Witt (PAT Florian Dannehl) |
| 7                   | 6                   | Kelvin Love       | 5 yd Lauf (Conv. missglückt)                   | 5 yd Lauf (Conv. missglückt)                   | 5 yd Lauf (Conv. missglückt)                   | 5 yd Lauf (Conv. missglückt)                   | 5 yd Lauf (Conv. missglückt)                   |
| 13                  | 6                   | Curtis Cooper     | 52 yd Lauf (PAT missglückt)                    | 52 yd Lauf (PAT missglückt)                    | 52 yd Lauf (PAT missglückt)                    | 52 yd Lauf (PAT missglückt)                    | 52 yd Lauf (PAT missglückt)                    |
| 13                  | 13                  | Kelvin Love       | 3 yd Lauf (PAT Marko Rothaar)                  | 3 yd Lauf (PAT Marko Rothaar)                  | 3 yd Lauf (PAT Marko Rothaar)                  | 3 yd Lauf (PAT Marko Rothaar)                  | 3 yd Lauf (PAT Marko Rothaar)                  |
| 13                  | 20                  | Kelvin Love       | 5 yd Lauf (PAT Marko Rothaar)                  | 5 yd Lauf (PAT Marko Rothaar)                  | 5 yd Lauf (PAT Marko Rothaar)                  | 5 yd Lauf (PAT Marko Rothaar)                  | 5 yd Lauf (PAT Marko Rothaar)                  |
| 20                  | 20                  | Marico Gregersen  | 22 yd Pass von Zach Witt (PAT Florian Dannehl) | 22 yd Pass von Zach Witt (PAT Florian Dannehl) | 22 yd Pass von Zach Witt (PAT Florian Dannehl) | 22 yd Pass von Zach Witt (PAT Florian Dannehl) | 22 yd Pass von Zach Witt (PAT Florian Dannehl) |
| 23                  | 20                  | Florian Dannehl   | 34 yd Field Goal                               | 34 yd Field Goal                               | 34 yd Field Goal                               | 34 yd Field Goal                               | 34 yd Field Goal                               |
| 23                  | 23                  | Marko Rothaar     | 31 yd Field Goal                               | 31 yd Field Goal                               | 31 yd Field Goal                               | 31 yd Field Goal                               | 31 yd Field Goal                               |
| 23                  | 30                  | Kim Kuci          | 1 yd Lauf (PAT Marko Rothaar)                  | 1 yd Lauf (PAT Marko Rothaar)                  | 1 yd Lauf (PAT Marko Rothaar)                  | 1 yd Lauf (PAT Marko Rothaar)                  | 1 yd Lauf (PAT Marko Rothaar)                  |
| 30                  | 30                  | Zach Witt         | 1 yd Lauf (PAT Florian Dannehl)                | 1 yd Lauf (PAT Florian Dannehl)                | 1 yd Lauf (PAT Florian Dannehl)                | 1 yd Lauf (PAT Florian Dannehl)                | 1 yd Lauf (PAT Florian Dannehl)                |
| 30                  | 36                  | Kim Kuci          | 2 yd Lauf (PAT missglückt)                     | 2 yd Lauf (PAT missglückt)                     | 2 yd Lauf (PAT missglückt)                     | 2 yd Lauf (PAT missglückt)                     | 2 yd Lauf (PAT missglückt)                     |
| 37                  | 36                  | Andreas Nommensen | 7 yd Pass von Zach Witt (PAT Florian Dannehl)  | 7 yd Pass von Zach Witt (PAT Florian Dannehl)  | 7 yd Pass von Zach Witt (PAT Florian Dannehl)  | 7 yd Pass von Zach Witt (PAT Florian Dannehl)  | 7 yd Pass von Zach Witt (PAT Florian Dannehl)  |